# Nagrada hrvatskog glumišta za žensku ulogu u lutkarskim predstavama ili predstavama za djecu i mlade
Popis dobitnika Nagrade hrvatskog glumišta u kategoriji uloge u lutkarskim predstavama ili predstavama za djecu i mlade - ženska uloga. 
1998./1999. Vitomira Lončar

1999./2000. Sanja Zalović

2000./2001. Senka Bulić

2001./2002. Antonija Stanišić

2002./2003. Helena Minić

2003./2004. Antonija Stanišić

2004./2005. Nevenka Filipović

2005./2006. Božena Delaš

2006./2007. Doris Šarić-Kukuljica

2007./2008. Aleksandra Naumov

2008./2009. Marija Kobl

2009./2010. Nika Mišković

2010./2011. Jadranka Đokić

2011./2012. Iva Visković

2012./2013. Doris Šarić-Kukuljica

2013./2014. Ivana Boban

2014./2015. Jelena Hadži-Manev

2015./2016. Ivana Boban

2016./2017. Anja Đurinović

2017./2018. Petra Cicvarić

2018./2019. Vini Jurčić i Irena Tereza Prpić

2019./2020. Amanda Prenkaj

2020./2021. Buga Marija Šimić

2021./2022. Katica Šubarić

2022./2023. Mia Vladović

2023./2024. Lana Meniga